# Чайковський Руслан Валерійович
Русла́н Вале́рійович Чайко́вський (18 серпня 1979 — 26 липня 2015) — солдат Збройних сил України, учасник російсько-української війни.

## З життєпису
Народився 1979 року в місті Дніпропетровськ, де одружився, проживав з родиною та працював.
Пішов добровольцем захищати Батьківщину у січні 2015 року. Солдат, мав служити радистом, через високі вольові якості на поліг на посаді снайпера, 93-тя окрема механізована бригада. Командир взводу найскладніші завдання доручав Руслану.
26 липня 2015-го загинув на блокпосту поблизу міста Мар'їнка, рятуючи життя бойового побратима, пораненого під час обстрілу, вчиненого терористами.
Похований у місті Дніпропетровськ.
Без Руслана лишилися дружина та двоє дітей, 2003 р.н. та 2013 р.н.

## Нагороди
За особисту мужність, сумлінне та бездоганне служіння Українському народові, зразкове виконання військового обов'язку відзначений — нагороджений
- нагороджений орденом «За мужність» ІІІ ступеня (20.10.2015, посмертно)[1]